# Galenomys garleppi
Galenomys garleppi (Thomas, 1898) è un roditore della famiglia dei Cricetidi, unica specie del genere Galenomys (Thomas, 1916), diffuso nell'America meridionale.

## Descrizione

### Dimensioni
Roditore di piccole dimensioni, con la lunghezza della testa e del corpo tra 110 e 115 mm, la lunghezza della coda tra 40 e 44 mm, la lunghezza del piede di 24 mm, la lunghezza delle orecchie di 22 mm e un peso fino a 60 g.

### Caratteristiche craniche e dentarie
Il cranio presenta un profilo frontale convesso, con il rostro marcatamente piegato verso il basso, le ossa nasali sono lunghe. I fori palatali sono lunghi. Gli incisivi superiori sono lisci, sottili e giallognoli mentre quelli inferiori sono notevolmente procombenti.
Sono caratterizzati dalla seguente formula dentaria:

### Aspetto
Il corpo è tozzo. La pelliccia è relativamente lunga e densa. Le parti dorsali sono giallo-grigiastre striate di nero, più chiare e giallastre sulla groppa e i fianchi, mentre le parti ventrali sono bianche. La linea di demarcazione lungo i fianchi è netta. Le orecchie sono grandi. Il dorso delle zampe è bianco. I piedi sono corti e tozzi, i palmi e le piante sono densamente ricoperte di peli. La coda è circa la metà della lunghezza del piede, è uniformemente bianca e ricoperta di piccoli peli. Le femmine hanno 4 paia di mammelle.

## Biologia

### Comportamento
È una specie terricola. Scava tane nel terreno oppure utilizza tane abbandonate condividendole spesso con altri roditori.

## Distribuzione e habitat
Questa specie è diffusa negli altopiani del Perù meridionale e della Bolivia centro-occidentale. Probabilmente è presente anche nel Cile settentrionale.
Vive in terreni sabbiosi con scarsa vegetazione tra 3.800 e 4.500 metri di altitudine.

## Conservazione
La IUCN Red List, nonostante il suo areale sia esteso e considerate le poche osservazioni effettuate, l'ultima delle quali risalente al 1975, le insufficienti informazioni circa lo stato delle popolazioni e le eventuali minacce, classifica G. garleppi come specie con dati insufficienti (DD).